# IC 4535
IC 4535 је спирална галаксија у сазвјежђу Волар која се налази на листи објеката дубоког неба у Индекс каталогу.
Деклинација објекта је + 37° 34' 13" а ректасцензија 15h 8m 41,6s. Привидна величина (магнитуда) објекта IC 4535 износи 15,5 а фотографска магнитуда 16,5. IC 4535 је још познат и под ознакама IRAS 15069+3745.